# Carlo Grano
Carlo Grano (ur. 14 października 1887 w Rzymie, zm. 2 kwietnia 1976 tamże) – włoski duchowny katolicki, kardynał.

## Życiorys
Ukończył Pontyfikalne Seminarium Rzymskie, a także Ateneum "S. Apolinare". Święcenia kapłańskie otrzymał 14 czerwca 1912 z rąk abpa Giuseppe Capetelli, łacińskiego patriarchy Konstantynopola. W latach 1912–1920 pracował duszpastersko w rodzinnej diecezji rzymskiej. Od roku 1923 działał w Sekretariacie Stanu, gdzie był m.in. szefem protokołu (1945–1953), a następnie substytutem.
13 grudnia 1958 otrzymał nominację na nuncjusza we Włoszech ze stolicą tytularną Tessalonika. Sakry udzielił mu papież Jan XXIII. Na konsystorzu z czerwca 1967 otrzymał biret kardynalski. Prawo udziału w konklawe utracił w roku 1971, po wprowadzeniu nowych przepisów przez Pawła VI. Umarł w swej rzymskiej rezydencji i pochowany został w kościele S. Marcello w Rzymie.